# Проект «Микробиом человека»

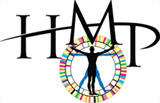
Логотип проекта

Проект «Микробиом Человека» (ПМЧ) — The Human Microbiome Project (HMP) — это исследовательская инициатива Национальных институтов здравоохранения США, проявленная с целью лучшего понимания микрофлоры человека и её значения для человеческого здоровья и проблем, с ним связанных. Первая фаза запущенного в 2007 году проекта была сосредоточена на определении и характеристиках микрофлоры человека. Вторая фаза, известная как Интегративный Проект «Микробиом Человека» (иПМЧ), началась в 2014 году с целью развития ресурсной базы для характеристики микробиома и прояснения роли микробов в состояниях здоровья и болезни человека. Эта программа получила финансовую поддержку в размере 170 миллионов долларов США от общего фонда Национальных институтов здравоохранения США с 2007 по 2016 гг.
Важными компонентами ПМЧ стали свободные от культурирования методы характеристики микробиального сообщества, такие как метагеномика (которая открывает широкую генетическую перспективу в пределах отдельно взятого микробиального сообщества), а также обширное определение последовательности полного генома (что даёт «глубокий» взгляд на некоторые аспекты определённого микробиального сообщества, то есть индивидуальных видов бактерий). Последний компонент исследования послужил делу адресного секвенирования геномов — в настоящее время запланировано определение около 3000 последовательностей индивидуальных бактериальных изолятов — во время последующего метагеномного анализа. Проект также финансировал «глубокое» секвенирование бактериальной 16S рРНК на фоне усиления полимеразной цепной реакции у наблюдаемый людей.

## Введение
Ещё до запуска ПМЧ в популярных СМИ и в научной литературе часто сообщалось, что в теле человека микробиальных клеток примерно в 10 раз, а микробиальных генов в 100 раз больше, чем человеческих клеток. Эти цифры основывались на оценке человеческого микробиома, который содержит около 100 триллионов бактериальных клеток, в то время как типичный взрослый человек имеет примерно 10 триллионов человеческих клеток. В 2014 году Американское Общество Микробиологии опубликовало брошюру, в которой был сделан акцент на том, что число микробиальных клеток и число человеческих клеток — это приблизительно равные величины. Также отмечалось, что в ходе недавних исследований учёные пришли к выводу, что человеческие клетки насчитывают примерно 37 триллионов, имея в виду соотношение микробиальных к человеческим клеткам 3:1. В 2016 году другая группа опубликовала новую оценку соотношения 1:1 (1.3:1, с неопределённостью 25 % и вариативностью 53 % среди популяции типичных мужчин весом 70 кг).
Несмотря на разные оценки огромного числа микробов внутри и снаружи тела человека, мало было известно об их ролях в состоянии здоровья (и нездоровья) человека. Многие из организмов, которые составляют микробиом, не были успешно выделены, определены или как-то охарактеризованы. Организмы, которые, как считается, могут быть найдены в человеческом микробиоме, попадают под определение бактерии, членов домена Археи, дрожжи и простейшие, также как различные гельминты и вирусы, включая вирусы, поражающие клетки человеческого микробиома (бактериофаги). ПМЧ выступил как открыватель и описатель микробиома человека, уделяя особое внимание оральному, кожному, вагинальному, желудочно-кишечному и дыхательному участкам тела.
ПМЧ призван ответить на некоторые из самых вдохновляющих, раздражающих и просто основных научных вопросов сегодняшнего дня. Главное то, что у проекта есть потенциал для устранения искусственных барьеров между микробиологией в медицине и в окружающей среде. Возможно, ПМЧ не только обозначит новые пути определения здоровья и предрасположенности к болезням, но также уточнит параметры, необходимые для создания, применения и оценки стратегий сознательного управления человеческой микрофлорой, чтобы достичь качественно нового уровня в контексте оптимального физиологического здоровья.
ПМЧ был описан как «логическое, концептуальное и экспериментальное продолжение Проекта „Геном человека“». В 2007 году ПМЧ был включён в Дорожную Карту Медицинских Исследований Национальных институтов здравоохранения США как один из Новых Путей к Открытию. Организованное описание микробиома человека осуществляется на международном уровне при содействии International Human Microbiome Consortium.

## Первая фаза (2007—2014)
Объединив усилия многих институтов, ПМЧ ставил перед собой следующие задачи:
- Разработать множество элементарных исходов секвенирования микробиального генома и сделать предварительное описание микробиома человека
- Исследовать связь между болезнью и изменениями в микробиоме человека
- Разработать новые технологии и инструменты для компьютерного анализа
- Основать ресурсное хранилище
- Изучать этические, юридические и социальные последствия исследования микробиома человека

## Вторая фаза (2014—2016)
В 2014 году Национальные институты здравоохранения США перешли к следующей фазе ПМЧ, которая больше известна как Интегративный Проект «Микробиом Человека» (иПМЧ).
Проект объединил три подпроекта, которые реализовывались в разных институтах. Миссия проекта была заявлена так: «…иПМЧ создаст интегрированные продольные наборы данных биологических свойств как самого микробиома, так и „хозяина“ на основе трёх различных когортных исследований микробиомозависимых состояний с использованием множественных „-омик“ (технологий)».
Методы изучения включали профиль генной экспрессии 16S рРНК, цельную метагеномику методом дробовика, определение последовательности полного генома, метатранскриптомику (экспрессию микробиальных генов в естественной среде обитания), метаболомику, липидомику, а также иммунопротеомику. Ключевые открытия иПМЧ были опубликованы в 2019 году.

## Достижения ПМЧ
На сегодняшний день влияние ПМЧ может быть частично определено с помощью оценки исследований, финансированных через ПМЧ. Свыше 650 реферируемых публикаций были размещены на сайте ПМЧ с июня 2009 года и до конца 2017 года и были процитированы свыше 70000 раз. Сейчас сайт проекта архивирован и больше не обновляется, хотя данные по-прежнему общедоступны.
Основные категории работ, получившие поддержку ПМЧ, включают:
- Развитие систем баз данных, позволяющих эффективно организовывать, хранить, использовать, исследовать и комментировать большие объёмы информации. Они включают базу данных по Интегрированным Микробиальным Геномам и систему сравнительного анализа[16]; метагеномные наборы данных, интегрирующие изолированные микробиальные геномы[16]; базу данных биохимически описанных протеинов[17]; а также геномную базу данных онлайн для мониторинга состояния геномных и метагеномных проектов по всему миру связанных с ними метаданных[18].
- Развитие инструментов для сравнительного анализа, которые упрощает распознавание общих моментов, основных тем и тенденций в комплексных наборах данных. Они включают быстрый и структурированный поисковый инструмент для выявления схожести протеинов для следующего поколения генетического секвенирования[19]; средство для регулировки РНК, работающее на базе Web[20]; настраиваемый веб-сервер для быстрого метагеномного секвенирования[21]; а также инструмент для точного и эффективного обобщения филогенетических маркеров[22].
- Развитие новых методов и систем для сбора массивов информации по секвенированию. Нет единого алгоритма, который бы мог соответствовать всей известной проблематике сбора короткомерных последовательностей[23], поэтому программы сбора следующих поколений будут модульными наборами инструментов для сбора данных[24]. Были разработаны новые алгоритмы для улучшения качества и полезности черновых геномных последовательностей[25].
- Сбор каталога секвенированных направляющих геномов чистых культур бактерий из многочисленных участков тела, относительно которых может быть проведено сравнение метагеномных результатов. Исходный план определения 600 геномов был давно перевыполнен; текущий план — внести в этот справочный каталог 3000 геномов, секвенированных хотя бы до «получернового» состояния. По состоянию на март 2012, были каталогизированы 742 генома[26].
- Создание Центра Анализа и Координации Данных, который служит как центральное хранилище для всей информации ПМЧ[27].
- Проведение различных наблюдений, связанных с юридическими и этическими аспектами исследований в области полного геномного секвенирования[28][29][30][31].

Реальные достижения ПМЧ включают:
- Новые методы прогнозирования для определения активных мест соединения фактора транскрипции[32].
- Определение на базе биоинформационного доказательства широко распространённого, рибосомно произведённого предшественника переносчика электрона[33].
- Замедленное движущееся изображение микробиома человека[34].
- Определение уникальных приспособлений, которыми пользуются сегментированные нитчатые бактерии (СНБ) в роли кишечных симбионтов[35]. Важность СНБ в том, что они стимулируют клетки Т-хелперов 17, которые, как считается, играют ключевую роль в аутоиммунных заболеваниях.
- Определение способов различия между здоровым состоянием и болезненными проявлениями микробиоты кишечника[36].
- Определение до этого неопознанной доминирующей роли Verrucomicrobia в почвенных бактериальных сообществах[37].
- Определение факторов, влияющих на силу вирулентности штаммов бактерии Gardnerella vaginalis при вагинозе.[38]
- Определение связи между оральной микробиотой и атеросклерозом[39].
- Демонстрация обмена факторами вирулентности между патогенными представителями рода бактерий Neisseria, участвующими в развитии менингита, сепсиса и ЗППП, и их симбионтами[40].

### Неожиданные находки
Наряду с созданием отсылочной базы данных по микробиому человека ПМЧ также совершил несколько неожиданных находок:
- Микробы вносят в дело выживания человека больше генов, чем гены человека сами по себе. Установлено, что бактериальные гены протеинового кодирования в 360 раз более распространены, чем подобные им человеческие гены.
- Микробиальная метаболическая активность: например, усвоение жиров, которое зависит не от одинаковых видов бактерий. Исследование продолжается.
- Компоненты микробиома человека меняются с течением времени под влиянием болезненных изменений и лекарственных средств. Однако микробиом так или иначе возвращается в состояние (обеднённого) равновесия, даже если бактериальный состав изменился.

### Клиническое использование
На основе данных ПМЧ выявлено обеднение вагинального микробиома у подавляющего большинства наблюдавшихся женщин непосредственно перед родами, а также высокая нагрузка вирусных ДНК в назальной микрофлоре детей с необъяснимыми случаями жара. Дополнительно было подтверждено изменение состояния (обеднение) микробиома при различных заболеваниях пищеварительного тракта, кожи, репродуктивных органов и при психических расстройствах (особенно у детей и подростков).